# 美国纸币肖像人物
美国纸币绘有共计53位历史名人肖像，其中包括总统、内阁成员、国会议员、开国元勋、法官、军事领袖。经国会1862年授权，财政部长在监督纸币设计、印刷、发行方面有很大自主权，可根据美国印钞局的意见拍板纸币设计。
美国纸币1922年重新设计，财政部审视以往纸币人物肖像后认定：“公众对美国总统肖像的熟悉程度历久弥新、远超他人”，仅亚历山大·汉密尔顿、萨蒙·波特兰·蔡斯、本傑明·富蘭克林例外。1928年起美国公共纸币的人物肖像不再调整，1934年版十万美元金券采用伍德罗·威尔逊的肖像，但只在财政部与美國聯邦儲備銀行内部流通。
绝大多数肖像登上纸币时人物已经过世，但南北战争期间有五人例外。1861年版十美元即期券采用亚伯拉罕·林肯肖像，财政部长蔡斯批准在1862年版一美元法定纸币采用自家肖像，19世纪60年代初的带息票据上有温菲尔德·斯科特肖像，财政部官员弗朗西斯·斯宾纳与斯宾塞·克拉克都同意纸质辅币采用他们的肖像。不过，斯宾纳与克拉克的举动很大程度上促使国会1873年立法禁止任何美国货币、债券、邮票采用在世人物肖像。

## 纸币分类缩写和图例
美国纸币至今虽然只有53人的肖像，但许多人登上的币种、面值不止一种。下表括弧内是人物肖像首次在该币种和面值采用的年份，如不止一类纸币，下表就按弗里德伯格著作中的编号按升序排列。表格纸币肖像来自史密森尼学会国家钱币收藏的纸币虚拟展。
| 缩写 | 类别           | 大小 |
| ---- | -------------- | ---- |
| DN   | 即期券         | 大   |
| LT   | 法定纸币       | 大   |
| CITN | 复利国债       | 特例 |
| IBN  | 带息票据       | 特例 |
| RC   | 偿债券         | 特例 |
| SC   | 银元券         | 大   |
| TN   | 国库券         | 大   |
| NBN  | 国家银行券     | 大   |
| FRBN | 联邦储备银行券 | 大   |
| FRN  | 聯邦儲備券     | 大   |
| GC   | 金券           | 大   |
| SSN  | 小尺寸纸币     | 小   |

## 肖像人物
下表按姓氏首字母顺序列出除辅币外美国纸币上的53名人物，职务按时间顺序列出。
| 姓名                     | 生             | 逝             | 肖像                          | 职务 | 纸币 | 首发   |
| ------------------------ | -------------- | -------------- | ----------------------------- | --- | --- | ------ |
| 约翰·昆西·亚当斯         | 1767年7月11日  | 1848年2月23日  | US-$500-LT-1869-Fr-184.jpg    | 美国驻荷兰（1794至1797年）、普鲁士（1797至1801年）大使；麻薩諸塞州参议员（1802年）、马萨诸塞州联邦参议员（1803至1808年）；美国驻俄罗斯（1809至1814年）、英国（1815至1817年）大使；美国国务卿（1817至1825年）；美国总统（1825至1829年）；马萨诸塞州联邦众议员（1831至1848年）                                                                                               | LT，五百美元（1869年） | 1869年 |
| 托马斯·哈特·本顿         | 1782年3月14日  | 1858年4月10日  | US-$100-GC-1882-Fr.1207.jpg   | 密蘇里州联邦参议员（1821至1851年）、联邦众议员（1853至1855年） | GC，一百美元（1870年） | 1870年 |
| 萨蒙·波特兰·蔡斯         | 1808年1月13日  | 1873年5月7日   | US-$1-LT-1862-Fr-16c.jpg      | 俄亥俄州联邦参议员（1849至1855年，1861年）、俄亥俄州州长（1856至1860年）、美国财政部长（1861至1864年）、美国首席大法官（1864至1873年） | LT，一美元（1862年） CITN，十美元（1863年） IBN，十美元（1864年） IBN，一千美元（1861年） FRN，一万美元（1918年） SSN，一万美元（1928至1934年） | 1861年 |
| 威廉·克拉克              | 1770年8月1日   | 1838年9月1日   | US-$10-LT-1901-Fr.114.jpg     | 探险家 美国陆军上尉（1789至1796年）、印第安事务总监（1807至1813年、1822至1838年）、密苏里领地总督（1813至1820年） | LT，十美元（1901年） | 1901年 |
| 亨利·克莱                | 1777年4月12日  | 1852年6月29日  | US-$50-LT-1869-Fr-151.jpg     | 肯塔基州众议员（1803年）、联邦参议员（1806至1807年，1810至1811年）、美國眾議院議長（1811至1814年、1815至1820年、1823至1825年）、美国国务卿（1825至1829年）、肯塔基州联邦参议员（1831至1843年、1849至1852年） | LT，五十美元（1869年） | 1869年 |
| 格罗弗·克利夫兰          | 1837年3月18日  | 1908年6月24日  | US-$20-FRBN-1915-Fr.828.jpg   | 纽约州州长（1883至1885年）、美国总统（1885至1889年、1893至1897年） | FRBN，二十美元（1915年） FRN，二十美元（1914年） SSN，一千美元（1928至1934年） | 1914年 |
| 德威特·克林顿            | 1769年3月2日   | 1828年2月11日  | US-$1000-LT-1880-Fr-187k.jpg  | 纽约州众议员（1797至1798年）、纽约州参议员（1798至1802年、1805至1811年）、纽约州联邦参议员（1802至1803年）、紐約市市長（1803至1807年、1808至1810年、1811至1815年）、纽约州长（1811至1813年）、美国总统候选人（1812年）、纽约州州长（1817至1823年、1825至1825年） | LT，一千美元（1869年） | 1869年 |
| 斯蒂芬·迪凯特            | 1779年1月5日   | 1820年3月22日  | US-$20-SC-1880-Fr.311.jpg     | 美國海軍准将，曾参与美法短暂冲突、第一次巴巴里戰爭，1813年获國會金質獎章 | SC，二十美元（1878年） | 1878年 |
| 爱德华·埃弗里特          | 1794年4月11日  | 1865年1月15日  | US-$50-SC-1891-Fr.331.jpg     | 马萨诸塞州联邦众议员（1825至1835年）、马萨诸塞州州长（1836至1840年）、美国驻英大使（1841至1845年）、美国国务卿（1852至1853年）、马萨诸塞州联邦参议员（1853至1854年） | SC，五十美元（1878年） | 1878年 |
| 戴维·法拉格特            | 1801年7月5日   | 1870年8月14日  | US-$100-TN-1891-Fr-378.jpg    | 美国海军上将、總司令（1861至1870年），1810至1868年在海军服役，曾参与1812年战争、美国西印度群岛反海盗作战、南北战争，1862年国会致谢 | TN，一百美元（1890年） | 1890年 |
| 威廉·P·费森登            | 1806年10月16日 | 1869年9月8日   |                               | 缅因州众议员（1832年、1840年、1845至1846年、1853至1854年）、缅因州联邦众议员（1841至1843年）、联邦参议员（1854至1864年）、美国财政部长（1864至1865年） | NBN，二十美元（1882年，背面） | 1882年 |
| 本傑明·富蘭克林          | 1706年1月17日  | 1790年4月17日  | US-$50-LT-1880-Fr.164.jpg     | 美国开国元勋、宾夕法尼亚州大陆会议代表、首任美国邮政局长（1775年）、美國獨立宣言签署人（1776年）、美国驻法国（1778至1785年）、瑞典（1782至1783年）大使、宾夕法尼亚州州长（1785年至1788年）、宾夕法尼亚州美利坚合众国制宪会议代表（1787年） | LT，五十美元（1874年） RC，十美元（1879年） FRN，一百美元（1914年） SSN，一百美元（1928年起） | 1874年 |
| 罗伯特·富尔顿            | 1765年11月14日 | 1815年2月24日  | US-$2-SC-1896-Fr.247.jpg      | 工程师、发明家 | SC，二美元（1896年，背面） | 1896年 |
| 艾伯特·加勒廷            | 1761年1月29日  | 1849年8月12日  | US-$500-LT-1863-Fr-183c.jpg   | 宾夕法尼亚州众议员（1790至1792年）、宾夕法尼亚州联邦参议员（1793至1794年）、联邦众议员（1795至1801年）、美国财政部长（1801至1814年）、美国驻法（1815至1823年）、英（1826至1827年）大使 | LT，五百美元（1862年） | 1862年 |
| 詹姆斯·艾布拉姆·加菲尔德 | 1831年11月19日 | 1881年9月19日  | US-$20-GC-1882-Fr-1177.jpg    | 俄亥俄州参议员（1859至1861年）、美国陆军少将（1861至1863年）、俄亥俄州联邦众议员（1863至1881年）、美国总统（1881年），同年7月2日遇刺身亡 | NBN，五美元（1882年） GC，二十美元（1882年） | 1882年 |
| 尤利西斯·辛普森·格兰特   | 1822年4月27日  | 1885年7月23日  | US-$5-SC-1886-Fr.264.jpg      | 1843至1854年、1861至1869年、1877至1885年在美国陆军服役，其中1864至1869年任陆军总指挥，1867年8月12日至1868年1月12日临时担任美国战争部长；美国总统（1869至1877年） ，曾参与美墨戰爭、南北战争，1863年获国会感谢和金质奖章 | SC，一美元（1899年） SC，五美元（1886年，背面） FRBN，五十美元（1918年） FRN，五十美元（1914年） GC，五十美元（1913年） SSN，五十美元（1928年起） | 1886年 |
| 亚历山大·汉密尔顿        | 1757年1月11日  | 1804年7月12日  | US-$20-LT-1880-Fr-145.jpg     | 开国元勋、大陆军中校（1775年起）、纽约州大陆会议代表（1782至1783年）、纽约州众议员（1787年）、美国财政部长（1789至1795年）、美国陆军少将、总指挥（1799至1800年） | DN，五美元（1861年） LT，二美元（1862年） LT，五美元（1862年） LT，二十美元（1869年） LT，五十美元（1862年） CITN，五十美元（1863年） IBN，五十美元（1864年） IBN，五百美元（1864年） FRN，一千美元（1918年） GC，一千美元（1870年） SSN，十美元（1928年起）     | 1861年 |
| 温菲尔德·斯科特·汉考克   | 1824年2月14日  | 1886年2月9日   | US-$2-SC-1886-Fr.242.jpg      | 1844起在美国陆军服役直到去世，1866年晋升少将，曾投身美墨战争、南北战，1866年获国会感谢，1880年美国总统候选人 | SC，二美元（1886年） | 1886年 |
| 本杰明·哈里森            | 1833年8月20日  | 1901年3月13日  |                               | 美国陆军准将（1862至1865年）、印第安纳州联邦参议员（1881至1887年）、美国总统（1889至1893年） | NBN，五美元（1902年） | 1902年 |
| 托马斯·A·亨德里克斯      | 1819年9月7日   | 1885年11月25日 | US-$10-SC-1891-FR-298.jpg     | 印第安纳州众议员（1848至1849年）、联邦众议员（1851至1855年）、美国助理财政部长（1853年）、印第安纳州联邦参议员（1863至1869年）、印第安纳州州长（1873至1877年）、美国副总统（1885年，任上去世） | SC，十美元（1886年） | 1886年 |
| 迈克尔·希勒加斯          | 1729年4月22日  | 1804年9月29日  | US-$10-GC-1907-Fr-1172.jpg    | 宾夕法尼亚省议会代表（1765至1775年）、首任美国财政部司库（1775至1789年） | GC，十美元（1907年） | 1907年 |
| 安德鲁·杰克逊            | 1767年3月15日  | 1845年6月8日   | US-$5-LT-1880-Fr-72.jpg       | 田纳西州联邦众议员（1796至1797年）、联邦参议员（1797至1798年）、田纳西州最高法院大法官（1798至1804年）、美国陆军少将，1815年获国会金质奖章、佛罗里达军事总督（1821年3月10日至7月18日）、田纳西州联邦参议员（1823至1825年），美国总统（1829至1837年），1835年1月30日在国会大厦外遇刺（未遂），是首位遇刺的美国总统                                                          | LT，五美元（1869年） LT，一万美元（1878年） IBN，五十美元（1861年） FRBN，十美元（1915年） FRN，十美元（1914年） GC，一万美元（1870年） SSN，二十美元（1928年起）                                                                                                | 1861年 |
| 托马斯·杰斐逊            | 1743年4月13日  | 1826年7月4日   | US-$2-LT-1880-Fr-52.jpg       | 开国元勋、弗吉尼亚殖民地议会代表（1769年）、大陆会议代表（1775至1776年、1783至1784年）、独立宣言签署人（1776年）、弗吉尼亚州州长（1779至1781年）、美国驻法大使（1785至1789年）、首任美国国务卿（1790至1793年）、1796年美国总统候选人、美国副总统（1797至1801年）、美国总统（1801至1809年）                                                                                 | LT，二美元（1869年） FRBN，二美元（1918年） SSN，二美元（1928年起） | 1869年 |
| 约翰·杰伊·诺克斯         | 1828年3月19日  | 1892年2月12日  |                               | 美国货币总稽核（1872至1884年） | NBN，一百美元（1902年） | 1902年 |
| 梅里韦瑟·刘易斯          | 1774年8月18日  | 1809年10月11日 | US-$10-LT-1901-Fr.114.jpg     | 探险家、路易斯安那－密苏里领地总督（1807至1809年） | LT，十美元（1901年） | 1901年 |
| 亚伯拉罕·林肯            | 1809年2月12日  | 1865年4月15日  | US-$100-LT-1880-Fr-181.jpg    | 伊利诺伊州众议员（1834至1841年）联邦众议员（1847至1849年）、美国总统（1861至1865年），1865年4月15日遇刺身亡 | DN，一美元（1861年） LT，十美元（1862年） LT，一百美元（1869年） CITN，二十美元（1863年） IBN，二十美元（1864年） SC，一美元（1899年） SC，五美元（1923年） FRBN，五美元（1915年） FRN，五美元（1914年） GC，五百美元（1870年） SSN，五美元（1928年起）          | 1861年 |
| 詹姆斯·麦迪逊            | 1751年3月16日  | 1836年6月28日  | US-$5000-GC-1882-Fr-1221a.jpg | 开国元勋，首届弗吉尼亚州议会议员（1776年）、弗吉尼亚州大陆会议代表（1780至1783年、1786至1788年）、弗吉尼亚州众议员（1783至1786）、美利坚合众国制宪会议代表（1787年）、联邦众议员（1789至1797年）、美国国务卿（1801至1809年）、美国总统（1809至1817年） | LT，五千美元（1878年） FRN，五千美元（1918年） GC，五千美元（1870年） SSN，五千美元（1928至1934年） | 1870年 |
| 丹尼尔·曼宁              | 1831年5月16日  | 1887年12月24日 | US-$20-SC-1891-Fr-317.jpg     | 美国财政部长（1885至1887年） | SC，二十美元（1886年） | 1886年 |
| 约瑟夫·曼斯菲尔德        | 1803年12月22日 | 1862年9月18日  | US-$500-LT-1880-Fr-185l.jpg   | 1822年起在美国陆军服役，1862年晋升少将，曾投身美墨战争、南北战争 | LT，五百美元（1874年） | 1874年 |
| 威廉·L·马西              | 1786年12月12日 | 1857年7月4日   | US-$1000-SC-1891-Fr-346e.jpg  | 纽约州民兵司令（1821至1823年）、州主计长（1823年）、纽约最高法院大法官（1829至1831年）、联邦参议员（1831至1833年）、州长（1833至1839年）、墨西哥索赔专员（1839至1842年）、战争部长（1845至1849年）、美国国务卿（1853至1857年） | SC，一千美元（1878年） | 1878年 |
| 约翰·马歇尔              | 1755年9月24日  | 1835年7月6日   | US-$20-TN-1890-Fr-374.jpg     | 大陆军中尉（1776至1781年）弗吉尼亚州议员（1782至1791年，1797年）、美国驻法大使（1797年）、弗吉尼亚州联邦参议员（1799至1800年）、美国国务卿（1800至1801年）、美国首席大法官（1801至1835年） | TN，二十美元（1890年） FRN，五百美元（1918年） | 1890年 |
| 休·麦卡洛克              | 1801年12月7日  | 1895年5月24日  |                               | 美国货币总稽核（1863至1865年）、美国财政部长（1865至1869年，1884至1885年） | NBN，二十美元（1902年） | 1902年 |
| 威廉·麦金莱              | 1843年1月29日  | 1901年9月14日  | US-$500-GC-1928-Fr-2407.jpg   | 美国陆军少校（1861至1865年）、俄亥俄州联邦众议员（1877至1884年，1885至1891年）、州长（1892至1896年）、美国总统（1897至1901年），1901年9月6日遇刺 | NBN，十美元（1902年） SSN，五百美元（1928至1934年） | 1902年 |
| 詹姆斯·麦克弗森          | 1828年11月14日 | 1864年7月22日  | US-$2-TN-1891-Fr-357.jpg      | 1853年起在美国陆军服役，1862年晋升少将，南北战争期间阵亡 | TN，二美元（1890年） | 1890年 |
| 乔治·米德                | 1815年12月31日 | 1872年11月6日  | US-$1000-TN-1891-Fr-379c.jpg  | 1835至1869年在美国陆军服役，1862年晋升少将，曾投身美墨战争、南北战争，1864年获国会感谢 | TN，一千美元（1890年） | 1890年 |
| 詹姆斯·门罗              | 1758年4月28日  | 1831年7月4日   | US-$100-SC-1891-Fr.344.jpg    | 大陆军少校（1776至1779年）、弗吉尼亚州民兵上校（1780年）、大陆会议代表（1783至1786年）、州众议员（1786年、1810至1811年）、联邦参议员（1790至1794年）、美国驻法大使（1794至1796年）、弗吉尼亚州州长（1799至1802年，1811年）、美国驻英大使（1803至1807年）、美国国务卿（1811至1814年，1815至1817年）、临时战争部长（1814年8月27日至1815年3月15日）、美国总统（1817至1825年） | SC，一百美元（1878年） | 1878年 |
| 罗伯特·莫里斯            | 1734年1月31日  | 1806年5月8日   | US-$10-SC-1880-Fr-287.jpg     | 开国元勋、宾夕法尼亚州大陆会议代表（1776年）、独立宣言签署人（1776年）、州众议员（1778至1781年，1785至1787年）、美国财政总监（1781至1784年） | LT，一千美元（1862年） SC，十美元（1878年） | 1862年 |
| 萨缪尔·摩尔斯            | 1791年4月27日  | 1872年4月2日   | US-$2-SC-1896-Fr.247.jpg      | 电报、摩尔斯电码发明人，画家 | SC，二美元（1896年，背面） | 1896年 |
| 奔跑翔羊                 | 约1821年       | 约1896年       | US-$5-SC-1899-Fr.271.jpg      | 洪克帕帕苏族酋长 | SC，五美元（1899年） | 1899年 |
| 温菲尔德·斯科特          | 1786年6月13日  | 1866年5月29日  | US-$100-IBN-1865-Fr.212e.jpg  | 1808至1861年在美国陆军服役，1841年起任总指挥，曾投身1812年战争、塞米诺尔战争、黑鷹戰爭、美墨战争、南北战争，1847至1848年任墨西哥城军事总督，1850年7月24日至8月15日任临时战争部长。1852年美国总统候选人，1814、1848年获国会金质奖章 | IBN，五百美元（1861年） IBN，一百美元（1864年） | 1861年 |
| 威廉·H·苏厄德            | 1801年5月16日  | 1872年10月16日 | US-$50-TN-1891-Fr-376.jpg     | 纽约州参议员（1831至1834年）、州长（1839至1843年）、联邦参议员（1849至1861年）、美国国务卿（1861至1869年），林肯遇刺当晚也遇到刺杀（未遂） | TN，五十美元（1891年） | 1891年 |
| 菲利普·谢里登            | 1831年3月6日   | 1888年8月5日   | US-$10-TN-1890-Fr-367.jpg     | 1853年起在美国陆军服役，1883年起任总指挥，曾参加南北战争、北美印第安战争，1865年获国会感谢 | SC，五美元（1896年，背面） TN，十美元（1890年） | 1890年 |
| 约翰·舍曼                | 1823年5月10日  | 1900年10月22日 |                               | 俄亥俄州联邦众议员（1855至1861年）、联邦参议员（1861至1877年，1881至1897年）、美國參議院臨時議長（1885至1887年）、美国财政部长（1877至1881年）、美国国务卿（1897至1898年） | NBN，五十美元（1902年） | 1902年 |
| 威廉·特库姆塞·舍曼       | 1820年2月8日   | 1891年2月14日  | US-$500-TN-1891-PROOF.jpg     | 1840至1884年在美国陆军服役，1869至1883年任总指挥，1869年9月9日至10月18日任临时战争部长，曾投身南北战争、北美印第安战争，1864、1865年获国会感谢 | TN，五百美元（1891年） | 1891年 |
| 埃德温·斯坦顿            | 1814年12月19日 | 1869年12月24日 | US-$1-TN-1891-Fr-351.jpg      | 美國司法部長（1860至1861）、战争部长（1862至1868年）、美国最高法院大法官（上任前去世） | TN，一美元（1890年） | 1890年 |
| 查尔斯·萨姆纳            | 1811年1月6日   | 1874年3月11日  | US-$500-SC-1880-Fr-345c.jpg   | 马萨诸塞州联邦参议员（1851至1874年） | SC，五百美元（1878年） | 1878年 |
| 乔治·托马斯              | 1816年7月31日  | 1870年3月28日  | US-$5-TN-1891-Fr.365.jpg      | 1840年起在美国陆军服役，1864年晋升少将，曾参加美墨战争、南北战争，1865年获国会感谢 | TN，五美元（1890年） | 1890年 |
| 乔治·华盛顿              | 1732年2月22日  | 1799年12月14日 | US-$1-SC-1923-Fr-239.jpg      | 开国元勋、弗吉尼亚殖民地议会代表（1758至1775年）、大陆会议代表（1774至1775年）、大陆军总司令（1775至1783年）、美利坚合众国制宪会议代表（1787年）、首任美国总统（1789至1797年）、美国陆军中将、总指挥 | LT，一美元（1869年） CITN，一百美元（1863年） IBN，一百美元（1864年） IBN，一千美元（1861年） IBN，五百美元（1861年） SC，一美元（1896年，背面） SC，一美元（1923年） SC，二美元（1899年） FRBN，一美元（1918年） GC，二十美元（1905年） SSN，一美元（1928年起） | 1861年 |
| 马莎·华盛顿              | 1731年6月2日   | 1802年5月22日  | US-$1-SC-1886-Fr-217.jpg      | 首任美国第一夫人（1789至1797年） | SC，一美元（1886年） SC，一美元（1896年，背面） | 1886年 |
| 丹尼尔·韦伯斯特          | 1782年1月18日  | 1852年10月14日 |                               | 新罕布什尔州联邦众议员（1813至1817年）、马萨诸塞州联邦众议员、（1823至1827年）、联邦参议员（1827至1841年、1845至1850年）、1836年美国总统候选人、美国国务卿（1841至1843年、1850至1852年） | LT，十美元（1869年） | 1869年 |
| 伍德罗·威尔逊            | 1856年12月28日 | 1924年2月3日   |                               | 普林斯顿大学校长（1902至1910年）、新泽西州州长（1911至1913年）、美国总统（1913至1921年）、诺贝尔和平奖得主（1919年） | SSN，十万美元（1934年） | 1934年 |
| 威廉·温德姆              | 1827年5月10日  | 1891年1月29日  | US-$2-SC-1891-Fr.246.jpg      | 明尼蘇達州联邦众议员（1859至1869年）、联邦参议员（1870至1871年、1871至1881年、1881至1883年）、美国财政部长（1881年、1889至1891年） | SC，二美元（1891年） | 1891年 |
| 赛勒斯·赖特              | 1795年5月24日  | 1847年8月27日  | US-$50-GC-1882-Fr-1195.jpg    | 纽约州联邦众议员（1827至1829年、1829至1830年）、联邦参议员（1833至1844年）、州长（1845至1847年） | GC，五十美元（1882年） | 1882年 |

## 职务分类
下表列出53位美国纸币肖像人物的职务分类，只列出重要联邦或州级公职、内阁成员、军职、开国元勋等。53人一共出任至少132种公职，共计服务超过763年。
| 职务                               | 人数 |
| ---------------------------------- | ---- |
| 美国总统                           | 13   |
| 美国副总统                         | 2    |
| 美國眾議院議長                     | 1    |
| 美國參議院臨時議長                 | 1    |
| 美国国务卿                         | 11   |
| 美国财政部长                       | 8    |
| 美国战争部长                       | 3    |
| 美國司法部長                       | 1    |
| 美国参议员                         | 20   |
| 美国众议员                         | 17   |
| 州参议员                           | 6    |
| 州众议员                           | 11   |
| 州长                               | 15   |
| 大陆会议代表                       | 7    |
| 美國獨立宣言签署人                 | 3    |
| 美利坚合众国制宪会议代表           | 5    |
| 美國陸軍總指揮官                   | 6    |
| 美国最高法院大法官或美国首席大法官 | 2    |

### 书目
- Eicher, John H.; David J. . Stanford, CA: Stanford University Press. 2001. ISBN 0-8047-3641-3.
- Friedberg, Arthur L. and Ira S. (2010). Paper Money of the United States, 19th Edition. Clifton, NJ, The Coin & Currency Institute, Inc. ISBN 0-87184-519-9.
- Heitman, Francis B. . Washington, DC: The Rare Book Shop Publishing Company, Inc. 1914.
- Sobel, Robert (编). . Westport, CT: Greenwood Press. 1990. ISBN 0-313-26593-3.